# Judo Boy/Ken
 Judo Boy/Ken è un singolo discografico di Judo Boy, pseudonimo di Mario Balducci, e dei I Piccoli Cantori di Milano diretti da Niny Comolli pubblicato nel 1979.

## Descrizione
Judo Boy era la sigla dell'anime omonimo scritta da Andrea Lo Vecchio, su musica e arrangiamento di Detto Mariano.
Ken era il lato B, canzone dedicata alla serie, Brano orchestrale che nel titolo si ispira all'omonimo personaggio della serie. Il brano non viene ufficialmente attribuito ad alcun esecutore.
Entrambi i brani sono stati inseriti nella compilation "La balena e altre favolose sigle televisive" e in altre raccolte.

## Tracce
Lato A
1. Judo Boy – 3:11 (Andrea Lo Vecchio e Detto Mariano)

Lato B
1. Ken – 3:10 (Detto Mariano)